# A.B.C.

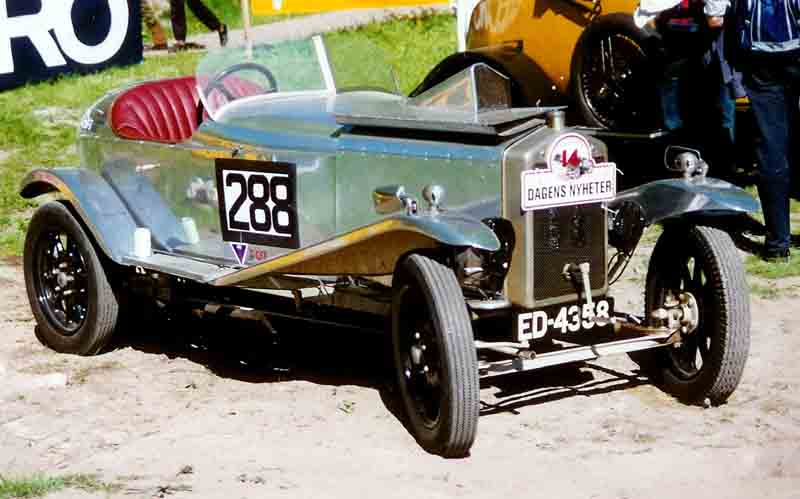
A.B.C. 12/40 HP Super Sports 1926

A.B.C.-bilar tillverkades av företaget A.B.C. Motors Ltd, Hersham, Surrey, England, mellan 1920 och 1927.

## Historia
Före Första världskriget tillverkade A.B.C.-företaget motorbåtar och flygmotorer i en liten fabrik i Redbridge, nära Southampton. År 1911 flyttades verksamheten till Brooklands för att man skulle komma nära de få firmor som vid den tidpunkten tillverkade flygplan. Vid ungefär samma tidpunkt tog man även upp tillverkning av boxermotorer för motorcyklar och motorcykelbilar. Kompletta motorcyklar tillverkades av A.B.C. Road Motors Ltd, Walton-on-Thames. Detta företag tillverkade även flygmotorer under första världskriget, bland annat de berömda typerna Dragonfly, Gnat och Wasp. År 1919 började A.B.C. tillverka Scootamota, en av de första skotrarna.
År 1920 bildades så ett nytt företag, A.B.C. Motors Ltd, för att tillverka flygmotorer, motorcyklar och en ny lätt bil. Alla skulle ha boxermotorer som konstruerats av Granville Bradshaw, som varit knuten till A.B.C. sedan 1910. Bilen hade en luftkyld 2-cylindrig boxermotor med toppventiler på 1,2 liter. Den fanns som 2- och 4-sitsiga tourers, och från 1925 fanns en modell med större motor på 1,32 liter. Den kallades Super Sports och hade kaross med spetsigt bakparti. Gjutgods, pressningar och smidda delar kom från Harper Bean Ltd. A.B.C.-bilen var dyr, 1920 kostade den £414, men sänktes senare och 1923 kostade en 4-sitsig bil £265.
A.B.C.-bilarna gav ägarna en rad problem, då bilarna visade sig vara ofullkomliga. Man hade försökt pressa priset på motorn så mycket som möjligt, vilket tyvärr ledde till att den var bullrig, svårstartad, illa smord och benägen att gå sönder. Speciellt besvärliga var de långa oskyddade stötstängerna. Men bilens låga vikt gjorde att den var ovanligt snabb i sin storleksklass, toppfarten låg över 95 km/h. Bilarna således relativt bra, mycket tack vare de goda vägegenskaperna. År 1925 förbättrades motorn väsentligt genom bättre smörjning, kraftigare ventilmekanism och bättre gjutgods. I och med detta blev bilarna både tystare och pålitligare.
Trots att företaget var upptaget som biltillverkare till 1927, torde den egentliga tillverkningen ha upphört redan 1925, eftersom man inte längre kunde konkurrera med masstillverkade bilar av betydligt mer förfinad konstruktion. Trots att A.B.C.-bilarna var luftkylda hade de en mycket illusorisk kylare i fronten, med ett stort kylarlock. Men i själva verket var det locket till bensintanken, vilket inte alla som arbetade på bensinstationer visste om. Detta kunde leda till intressanta misstag då tanken kunde bli fylld med vatten. Man hade planerat att årligen tillverka 5 000 bilar men sammanlagt tillverkades endast cirka 1 500 A.B.C.-bilar.
Efter att biltillverkningen upphört fortsatte emellertid flygmotortillverkningen och 1929 tillverkades även ett flygplan. År 1932 inleddes tillverkning av en 2-cylindrig boxermotor som konstruerats av Lord Ridley, som kommit till företaget 1929. Dessa motorer användes i stor utsträckning under andra världskriget för att driva generatorer och kompressorer. A.B.C. blev en del av Vickers 1951 och upphörde helt 1971.